# コールスニ＝シェウチェーンキウシクィイ
コールスニ＝シェウチェーンキウシクィイ（ウクライナ語: Ко́рсунь-Шевче́нківський；意訳：「シェウチェーンコのコールスニ」）は、ウクライナのチェルカースィ州コールスニ＝シェウチェーンキウシクィイ地区にある都市。ローシ川河岸に位置する。1944年までコールスニ（Ко́рсунь）と呼ばれた。面積は約118.65km2（2005年）。人口は18,266人（2007年）。

## 歴史

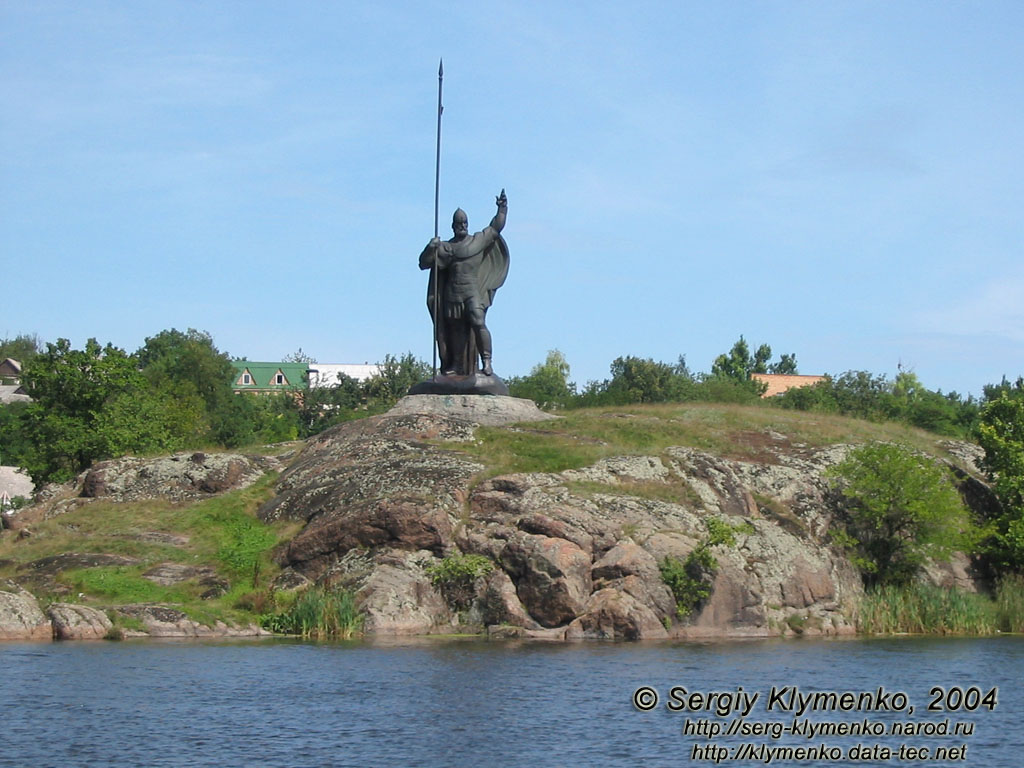
ローシ川の河岸に立てられたキエフ大公国時代の公の像。

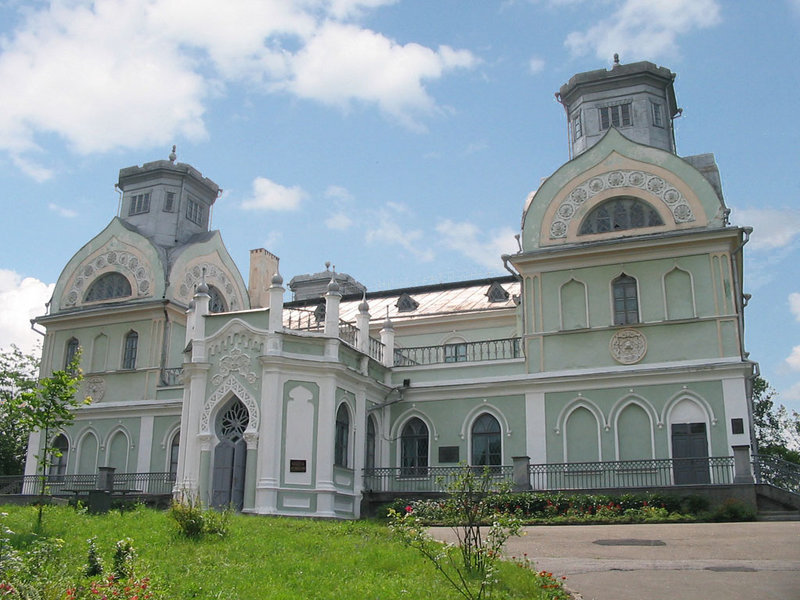
コールスニにおけるロプヒーン家の旧屋敷

コールスニ＝シェウチェーンキウシクィイの市名は、ルーシ人が「クリミアのコールスニ」と呼んだケルソネソスと、ウクライナの国民詩人タラース・シェウチェーンコの名字に由来する。
コールスニは、1032年にキエフ大公国のヤロスラウ賢公によって欽察族の来襲から守る要塞として創建された。12世紀に要塞の下に町が形成され、1195年からキエフ公国の行政単位であるコールスニ公国の中心地となった。1240年に要塞と町はモンゴル帝国の軍勢によって破壊され、荒れ果てた。
14世紀にリトアニア大公国がキエフ地方を攻略すると、コールスニの要塞を再建し、南方の遊牧民の攻撃を防ぐ要害とした。それ以後のコールスニは大公国の重要な軍事拠点となり、ウクライナの地域を守護するウクライナ・コサックの町として発達した。1569年、ポーランド・リトアニア共和国の成立に伴い、コールスニはポーランド王国に属することとなり、1585年に王から自治権を賜った。
17世紀前半にコールスニはコサックによる反政府蜂起の中心地の一つであった。1648年、フメリニツキーの乱の際に、町の周辺ではウクライナ・コサックとポーランド政府軍の間に大きな合戦が行われた。1649年以後、コールスニはコサック国家コールスニ連隊の連隊庁所在地となった。1667年に町はふたたびポーランド側に属するようになったが、18世紀後期までにコサックやハイダマーカなどの反乱者の拠点であり続けた。
1793年にコールスニはロシア帝国の支配下に置かれた。町はロシアの貴族ロプヒーン家のものとなった。ロシアはコサックを廃止して農奴制度を導入したため、コールスニの町人と地域農民は、しばしばコサック復帰と自由権を求めて暴動や反乱などを起こした。ロプヒーン家の資金によって町は大きく発展し、20世紀初頭にロシア帝国における化学産業、とりわけ塗料製造の中心地であった。
1917年11月にコールスニはウクライナ人民共和国の都市となったが、1918年2月にソビエト・ロシアのボリシェヴィキによって占領された。同年4月にウクライナ政権はコールスニを取り戻したが、1919年12月にボリシェヴィキが再び攻め入り、都市を支配下に置いた。コールスニはウクライナ社会主義ソビエト共和国チェルカースィ州に属するようになった。1938年の市制施行により、コールスニ町はコールスニ市となった。
1941年7月30日、第二次世界大戦の時、コールスニはナチス・ドイツ軍によって占領された。1944年1月から2月にかけてソ連軍はコールスニ作戦を行い、2月14日に町を奪い返した。その後、コールスニ＝シェウチェーンキウシクィイに改名された。
1991年、ソビエト連邦の崩壊に伴い、コールスニは独立したウクライナの都市となった。

## 経済
造酒工場、アスファルト工場、裁縫工場、建材工場。

## 文化財
- トルィピーリャ文化の遺跡、スキタイ時代の遺跡、4つのチェルニャヒーウ文化の集落。
- ロプヒーン・デミードフ家の旧屋敷と宮殿（19世紀）
- コールスニ公園（1782年）
- コールスニ包囲作戦博物館